# Kunzea cincinnata
Kunzea cincinnata är en myrtenväxtart som beskrevs av Toelken. Kunzea cincinnata ingår i släktet Kunzea och familjen myrtenväxter. Inga underarter finns listade i Catalogue of Life.